# Terremoto de Venezuela de 2009
El Terremoto de Venezuela de 2009 fue un sismo que ocurrió el 12 de septiembre de ese año, en la zona centro- norte de Venezuela. Según la Fundación Venezolana de Investigaciones Sismológicas (FUNVISIS), se registró con una magnitud de 6.4  Mw, con una profundidad de 15.9 km, a las 20:06 UTC, y en HLV a las 15:36 de la tarde, y tuvo una duración aproximada entre 25-30 s. Fue registrado en varios estados del país, entre los cuales se reportó principalmente en Caracas, Vargas, Miranda, Falcón, Yaracuy, Aragua, Zulia, y Carabobo. El epicentro se registró a 28 km de la localidad de Morón y a unos 300 km de Caracas. Por su parte el United States Geological Survey, definió que el epicentro se registró en Carabobo, y con una magnitud de 6.3  Mw, catalogando la profundidad a 10 km, y las distancias a 30 km de Puerto Cabello, a 55 km de Valencia y a 110 km de Caracas. Mientras que el EMSC-CSEM lo dejó con una magnitud de 6.4 grados Mw y a 2 km de profundidad.
Según Funvisis, este fue un movimiento independiente por lo que no se asoció a los temblores ocurridos meses atrás en esta zona de Venezuela. Ha sido catalogado el más intenso de Venezuela en el año 2009, en la cual no habrían ocurrido sismos de intensidades altas desde el Terremoto de Cariaco en 1997, y en Caracas, siendo el más intenso en más de 40 años después del Terremoto de Caracas de 1967. Según FUNVISIS el sismo se asoció con sistema de fallas de San Sebastián y La Victoria, a través del movimiento de la placa del Caribe con la placa Suramericana.

## Réplicas
Se registraron alrededor de 50 réplicas del sismo, de las cuales las primeras cuatro fueron las más fuertes:
| Réplicas        | Epicentro                 | Magnitud | Profundidad |
| --------------- | ------------------------- | -------- | ----------- |
| Primera réplica | 21 km. noreste de Morón,  | 4.0      | 15.1        |
| Segunda réplica | 34 km. noreste de Morón   | 3.6      | 18.7        |
| Tercera réplica | 41 km. noreste de Morón   | 4.0      | 18.5        |
| Cuarta réplica  | 34 km al noreste de Morón | 3.4      | 21.2        |

## Consecuencias
El sismo estuvo acompañado por lluvias torrenciales, vientos huracanados, descargas eléctricas y granizo, principalmente en Caracas. Por lo que esto causó el colapso de la ciudad debido a la caída de árboles y escombros e innumerables y fuertes inundaciones principalmente en el sur de la capital, causando pánico entre la población.
Heridos
Se ofreció un balance el cual determinó que 14 personas resultaron heridas, entre ellos un niño y una joven que sufrieron traumatismos en las piernas pero sin estado de gravedad; los otros, levemente sufrieron escoriaciones y traumatismos, y tras ser atendidos se encontraron en condiciones estables, todos estos habían sido reportados en la zona de Chichiriviche y Tucacas, especialmente en los municipios Monseñor Iturriza y Silva, donde las autoridades y el equipo de Funvisis, se dirigió para evaluar la zona. Un hombre de edad adulta murió en la zona sur de Caracas, pero a causa de las lluvias que habrían provocado que se desbordara una quebrada en la zona. A causa del sismo la persona abandonó su hogar, siendo arrastrada por esta quebrada. 
Daños materiales
En cuanto a las estructuras que se reportaron como afectadas se indicó que ninguna colapsó totalmente sino que sufrieron agrietamientos o se cayeron algunas paredes, principalmente en Tucacas, donde una de éstas colapsó sobre tres automóviles, pero afortunadamente nadie salió herido. En esta zona, ocho viviendas sufrieron daños considerables, y tres complejos hoteleros también sufrieron daños estructurales en la zona de Chichiriviche.
En cuanto a Caracas, la zona este fue la que más sufrió daños. En un centro comercial, uno de sus soportes quedó suspendido, otro centro comercial sufrió daños estructurales y agrietamientos, por lo que las autoridades se movilizaron a estos centros para evaluar y reparar los daños, a raíz de esto se inició una inspección alrededor de los centros comerciales de la ciudad capital. También el panteón Nacional sufrió daños en su superficie. Un complejo residencial sufrió daños estructurales. También el sismo ligado a la lluvia y vientos huracanados provocó que una valla publicitaria y varios árboles colapsaran sobre las vías. Asimismo un restaurante en la zona de "Las Mercedes" sufrió daños considerables. Se indicó que aún se siguen evaluando los daños y también las autoridades inspeccionan estructuras que posiblemente habrían sufrido daños después del sismo.